# قائمة المواضيع المتعلقة بالجبر الخطي
تحتوي هاته اللائحة على المواضيع المتعلقة بالجبر الخطي:

## المعادلات الخطية
- نظام معادلات خطية
- محدد (مصفوفات)
  - مختصر (جبر خطي)
  - صيغة كاوشي-بينيه
- قاعدة كرامر
- حذف غاوسي
- حذف غاوس–جوردان
- خوارزمية شتراسن

## المصفوفات
- نظرية المصفوفات
- جمع المصفوفات
- ضرب المصفوفات
- Basis transformation مصفوفة
- متعددة حدود مميزة
- أثر مصفوفة
- القيم الذاتية والمتجهات الذاتية
  - مبرهنة كايلي-هاميلتون
  - Spread of a مصفوفة
- شكل جوردن المخروطي
- رتبة
- عكس مصفوفة, مصفوفة قابلة للعكس
  - شبه عكس مصفوفة
- مصفوفة مصاحبة
- منقولة مصفوفة
  - جداء قياسي
  - مصفوفة متماثلة
  - مصفوفة متعامدة
  - مصفوفة متماثلة منحرفة
  - مرافق منقولة مصفوفة
    - مصفوفة وحدوية
    - مصفوفة هيرميتية، Antihermitian
- Positive definite, positive semidefinite، positive-definite مصفوفة
- بفافي مصفوفة
- إسقاط
- مبرهنة طيفية
- مبرهنة بيرون-فروبانيوس
- قائمة المصفوفات
  - مصفوفة قطرية، قطر رئيسي
    - مصفوفة قابلة للتقطير

  - مصفوفة مثلثية
  - مصفوفة ثلاثية الأقطار
  - Block مصفوفة
  - Sparse مصفوفة
  - مصفوفة هيسنبرغ
  - Hessian مصفوفة
  - مصفوفة فانديرموند
  - Stochastic مصفوفة
  - Toeplitz مصفوفة
    - Circulant مصفوفة

  - مصفوفة هانكل
  - (0,1)-مصفوفة

## تفكيك المصفوفات
- تفكيك شوليسكي
- LU تفكيك
- تحلل كيو آر
- Polar تفكيك
- مبرهنة طيفية
- Singular value تفكيك
  - Higher-order singular value تفكيك
- تفكيك شور
  - شور complement
  - Haynsworth inertia additivity formula

## العلاقات
- مصفوفة التكافؤ
- مصفوفة congruence
- مصفوفة التشابه
- مصفوفة consimilarity
- تكافؤ الصفوف

## Computations
- مصفوفة أولية
- Householder transformation
- مربعات دنيا, مربعات دنيا خطية (رياضيات)
- Gram–Schmidt process
- Woodbury مصفوفة identity

## الفضاءات المتجهية
- جداء سلمي
- تركيبة خطية
- مدى خطي
- استقلال خطي
- قاعدة
  - تغيير القاعدة
  - قاعدة هامل
- مبرهنة البُعد للفضاءات المتجهية
  - بُعد هامل
- أمثلة على الفضاءات المتجهية
- تطبيق خطي
  - قص or تحويل جاليليو
  - Squeeze mapping or تحويلات لورينتز
- Column space
- Row space
- كيرنيل, nullity
- Rank-nullity مبرهنة
- Nullity مبرهنة
- فضاء ثنائي
  - دالة خطية
  - Linear functional
- تعامد (جبر خطي)
- Orthogonal complement
- الإسقاط العمودي
- ضرب خارجي (رياضيات)
- Improper rotation
- Category of vector spaces
- Linear subspace
  - Euclidean subspace
- فضاء متجهي معياري
- فضاء الجداء الداخلي

## الجبر متعدد الخطية
- موتر
  - موتر
  - موتر
  - Component-free treatment of tensors
- جبر الموترات
  - الجبر الخارجي
  - جبر متماثل
  - Clifford algebra
  - الجبر الهندسي

## الفضاءات التآلفية
- تحويل تآلفي
- زمرة تآلفية
- هندسة تآلفية

## الفضاءات الإسقاطية
- تماثل
- هندسة إسقاطية
- سطح درجة ثانية